# Жыгач-Коргон
Жыгач-Коргон (кирг. Жыгач-Коргон) — село в Сузакском районе Джалал-Абадской области Кыргызстана. Входит в состав Ленинского айылного аймака.

## География
Село расположено в юго-восточной части области, на левом берегу реки Кёгарт, на расстоянии приблизительно 20 километров (по прямой) к северо-востоку от села Сузак, административного центра района. Абсолютная высота — 989 метров над уровнем моря.

## История
До 24 января 2018 года село носило название имени Фрунзе.

## Население
Согласно оценочным данным Национального статистического комитета Кыргызской Республики, численность населения села на начало 2023 года составляла 3114 человек.
| год     | 2009 | 2014 | 2015 | 2020 | 2021 | 2023 |
| ------- | ---- | ---- | ---- | ---- | ---- | ---- |
| человек | 2689 | 2770 | 2968 | 3022 | 3064 | 3114 |